# Frédéric Deborsu
Pour les articles homonymes, voir Deborsu.
Frédéric Deborsu (né en 1970) est un journaliste belge, 

## Biographie
Il est le frère de Christophe Deborsu. Il est d'abord membre de la rédaction des Sports sur la RTBF, puis au divertissement.
Il est ensuite journaliste d’investigation pour l’émission Questions à la Une.
Il est l'auteur d'un livre polémique, Question(s) royale(s) — dont le titre rappelle la « question royale » qui divisa les Belges au lendemain de la Deuxième Guerre mondiale — , paru en octobre 2012, dans lequel il insinue entre autres que le prince Philippe aurait « vécu une relation d'amitié intense avec un homme » avant son mariage avec Mathilde d'Udekem d'Acoz et que le mariage avec Mathilde était un « mariage forcé ».
En décembre 2015, il dévoile pour la première fois dans un reportage de la RTBF des images d'Alexandre Van Damme, actionnaire individuel de AB Inbev et l'une des plus grosses fortunes de Belgique. Quelques mois plus tard, en octobre 2016, Alexandre Van Damme s'installe en Suisse , selon l'Echo pour des raisons de sécurité et d'anonymat.